# 佐藤正二 (台湾総督府官僚)
佐藤 正二（さとう しょうじ、1903年（明治36年）2月28日 - 没年不明）は、昭和時代前期の台湾総督府官僚、海軍司政官。

## 経歴・人物
福井県福井市に生まれる。静岡高等学校を卒業。1929年（昭和4年）3月、京都帝国大学法学部を卒業し、同年10月高等試験行政科に合格する。1932年（昭和7年）12月、府属に任ぜられ、1937年（昭和12年）11月、地方理事官に進み、高雄州潮州郡守に就任。
その後は、高雄税関監視部長、外事部第二課勤務、台南州教育課長、同州地方課長、同州総務課長などを歴任した。1943年（昭和18年）3月31日、海軍司政官に任じられ南西方面艦隊ボルネオ民政部部員に発令された。